# Sirau (Kemranjen)
Sirau is een bestuurslaag in het regentschap Banyumas van de provincie Midden-Java, Indonesië. Sirau telt 5549 inwoners (volkstelling 2010).